# Regio VI Umbria
La Regio VI, detta Umbria o Umbria et Ager Gallicus, era una delle undici regioni in cui l'imperatore Augusto aveva diviso l'Italia nel I secolo.
In occasione della riforma dioclezianea dell'amministrazione imperiale, la VI Regio fu smembrata in due parti: quella occidentale fu unita alla Regio VII a formare la Tuscia et Umbria, mentre quella orientale, ossia l'Ager Gallicus, costituì insieme al Piceno la Flaminia et Picenum.

## Denominazione
La regione sesta è nota come Umbria o come Umbria et Ager Gallicus in quanto comprendeva due territori distinti: la porzione dell'attuale Umbria posta ad est del Tevere (le odierne città di Todi, Terni, Narni, Spoleto, Foligno, Spello, Assisi, Gubbio e Città di Castello) e l'Ager Gallicus, detto anche Ager Gallicus Picenus, che i Romani avevano sottratto ai Galli Senoni e che questi ultimi a loro volta avevano invaso e popolato mescolandosi ai Piceni; esso corrispondeva alle attuali Marche settentrionali, a nord dell'Esino. La parte occidentale dell'odierna Umbria, situata ad ovest del Tevere, apparteneva invece all'Etruria.

## Territorio
Il territorio regionale corrisponde solo parzialmente all'attuale regione Umbria, non essendovi allora inclusa la cosiddetta "Etruria tiberina", ovvero le terre alla destra del Tevere (Perugia, Orvieto, ecc.). Comprende invece una parte delle Marche di oggi (a nord del fiume Esino, zona chiamata Ager Gallicus e a sud della stessa valle) e ad est dello spartiacque appenninico (Camerino) e alcune zone delle attuali Romagna (ad es. Sarsina) e Toscana (ad es. Sestino). La città di origine umbra di Ariminum (Rimini), colonia di diritto latino dedotta nel 268 a.C., pur trovandosi all'estremità nord dell'ager Gallicus, fu esclusa dalla Regio VI e ascritta da Augusto alla Regio VIII Aemilia.
La descrizione del territorio della Regio VI presente nella Naturalis Historia di Plinio il Vecchio (libro III, paragrafi 112-114) riporta l'elenco delle città che con i loro territori costituivano la regione.
(Plinio il Vecchio, Naturalis Historia, III, 112; Traduzione di G. Ranucci in G.B. Conte (a cura di), Gaio Plinio Secondo. Storia Naturale I. Cosmologia e geografia. Libri 1-6, Torino 1982)

## Le città dellaRegio VI

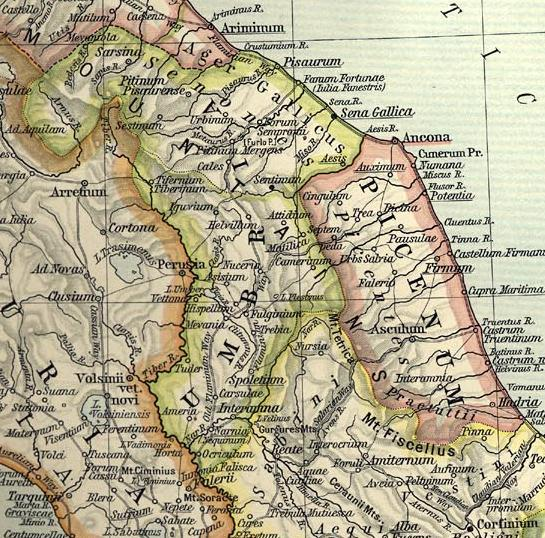
Cartina della Regio V Picenum e VI Umbria

Della Regio VI facevano parte molti abitati di fondazione umbra, gallica e romana. Alcune di esse erano originariamente centri piceni. Plinio il Vecchio enumera 44 città oltre ad altre località minori, di cui 25 appartengono oggi alla regione Umbria, 16 alla regione Marche, 2 alla Romagna e 1 alla Toscana:
| Nome latino                | Nome umbro | Nome attuale                                | Zona          | Regione attuale | Fondazione | Tribù              | Note                                                                          |
| -------------------------- | ---------- | ------------------------------------------- | ------------- | --------------- | --- | ------------------ | ----------------------------------------------------------------------------- |
| Aesis                      |            | Jesi                                        | ager Gallicus | Marche          | picena, poi colonia romana dedotta nel 247 a.C.                                                                  | Pollia             |                                                                               |
| Ameria                     | Amer       | Amelia                                      |               | Umbria          | umbra |                    |                                                                               |
| Arna                       |            | Civitella d'Arna                            |               | Umbria          | umbra |                    |                                                                               |
| Asisium                    |            | Assisi                                      |               | Umbria          | umbra | Sergia             |                                                                               |
| Attidium                   | Atiersium  | Attiggio, vicino a Fabriano                 |               | Marche          | umbra | Lemonia            |                                                                               |
| Camerinum                  | Kamars     | Camerino                                    |               | Marche          | umbra | Cornelia           |                                                                               |
| Carsulae                   |            | vicino a San Gemini                         |               | Umbria          | |                    |                                                                               |
| Corculon                   | Falisci    | Montefalco                                  |               | Umbria          | umbra |                    |                                                                               |
| Fanum Fortunae             | -          | Fano                                        | ager Gallicus | Marche          | picena, poi colonia romana                                                                                       | Pollia             | Colonia Julia Fanestris                                                       |
| Forum Flaminii             |            | San Giovanni Profiamma (Foligno)            |               | Umbria          | Fondata nel 220 a.C. dal censore Gaio Flaminio durante la costruzione della via Flaminia                         |                    |                                                                               |
| Forum Julii Concupiensium  |            | vicino a Pietralunga                        |               | Umbria          | |                    | Elevata a municipium nell'età augustea                                        |
| Forum Sempronii            | -          | vicino a Fossombrone                        | ager Gallicus | Marche          | picena | Pollia             |                                                                               |
| Fulginium, Fulginia        | Fulkinion  | Foligno                                     |               | Umbria          | fondazione umbra, secondo alcuni autori nel 1480 a.C.                                                            | Cornelia           |                                                                               |
| Hispellum                  |            | Spello                                      |               | Umbria          | umbra | Lemonia, poi Julia | Splendidissima colonia Julia                                                  |
| Iguvium                    | Ikuvium    | Gubbio                                      |               | Umbria          | umbra | Clustumina         |                                                                               |
| Interamna Nahars           |            | Terni                                       |               | Umbria          | fondazione umbra nel 672 a.C.                                                                                    |                    |                                                                               |
| Matilica                   |            | Matelica                                    |               | Marche          | picena | Cornelia           |                                                                               |
| Mevania                    |            | Bevagna                                     |               | Umbria          | umbra | Aemilia            |                                                                               |
| Mevaniola                  |            | vicino a Galeata                            |               | Romagna         | umbra | Stellatina         |                                                                               |
| Narnia Nahars              | Nequinum   | Narni                                       |               | Umbria          | fondata dagli Umbri come Nequinum, distrutta dai romani, fu da essi rifondata nelle vicinanze come Narnia Nahars | Papiria            |                                                                               |
| Nuceria Camellaria         |            | Nocera Umbra                                |               | Umbria          | umbra |                    |                                                                               |
| Nuceria Favoniensis        |            | Pievefanonica vicino a Capodacqua (Foligno) |               | Umbria          | |                    |                                                                               |
| Ocriculum                  |            | vicino a Otricoli                           |               | Umbria          | umbra |                    |                                                                               |
| Ostra                      | -          | vicino a Ostra Vetere                       | ager Gallicus | Marche          | fondazione romana                                                                                                | Pollia             |                                                                               |
| Pisaurum                   | -          | Pesaro                                      | ager Gallicus | Marche          | picena, poi, dal 184 a.C., colonia romana                                                                        | Stellatina         | In età triumvirale e augustea assunse il nome di colonia Iulia Felix Pisaurum |
| Pitinum Mergens            | -          | vicino a Acqualagna                         |               | Marche          | | Clustumina         |                                                                               |
| Pitinum Pisaurense         | -          | vicino a Macerata Feltria                   | ager Gallicus | Marche          | | Oufentina          |                                                                               |
| Plestia                    |            | vicino a Colfiorito (Foligno)               |               | Umbria/Marche   | umbra | Oufentina          |                                                                               |
| Sarsina                    |            | Sarsina                                     |               | Romagna         | umbra | Pupinia            |                                                                               |
| Sena Gallica               | -          | Senigallia                                  | ager Gallicus | Marche          | colonia romana dal 283 a.C.                                                                                      | Pollia             |                                                                               |
| Sentinum                   |            | vicino a Sassoferrato                       |               | Marche          | | Lemonia            |                                                                               |
| Sestinum                   |            | Sestino                                     |               | Toscana         | | Clustumina         |                                                                               |
| Spoletium                  |            | Spoleto                                     |               | Umbria          | umbra, la colonia romana fu fondata nel 241 a.C.                                                                 | Horatia            |                                                                               |
| Suasa                      | -          | vicino a Castelleone di Suasa               | ager Gallicus | Marche          | fondazione romana                                                                                                | Camilla            | detta a volte Suasa Senonum                                                   |
| Suillum                    |            | vicino a Sigillo                            |               | Umbria          | |                    | municipio romano retto da duoviri                                             |
| Tadinum                    | Tarsina    | Gualdo Tadino                               |               | Umbria          | umbra |                    |                                                                               |
| Tifernum Metaurense        |            | vicino a Sant'Angelo in Vado                |               | Marche          | | Clustumina         |                                                                               |
| Tifernum Tiberinum         |            | Città di Castello                           |               | Umbria          | | Clustumina         |                                                                               |
| Trebia o Lucana Trebiensis |            | vicino a Trevi                              |               | Umbria          | | Aemilia            |                                                                               |
| Tuder                      | Tutere     | Todi                                        |               | Umbria          | umbra | Clustumina         |                                                                               |
| Tuficum                    |            | Borgo Tufico, vicino a Fabriano             |               | Marche          | | Oufentina          |                                                                               |
| Urvinum Hortense           |            | vicino a Collemancio                        |               | Umbria          | romana |                    |                                                                               |
| Urvinum Metaurense         |            | Urbino                                      |               | Marche          | | Stellatina         | detto a volte anche Urvinum Mataurense                                        |
| Vettona                    |            | Bettona                                     |               | Umbria          | etrusca |                    |                                                                               |

## Viabilità
Il territorio era attraversato da molte strade romane di importanza diversa che collegavano i vari centri e le vallate.

### Vie consolari
- Via Flaminia: la via consolare principale che partendo da Roma attraversava gli Appennini arrivando al mar Adriatico all'altezza di Fanum Fortunae e continuava fino ad Ariminum.

- Via Amerina: fu prima della Flaminia una delle strade consolari romane che, a partire dal IV secolo a.C., ha rappresentato per secoli la via più diretta per raggiungere da Roma i territori umbri e per poi innestarsi sulle vie romee che risalivano l’Italia verso nord-est. Prende il nome dalla città di Ameria (oggi Amelia) che raggiungeva partendo da Veio proprio alle porte di Roma. Nel medioevo fu poi l’asse portante del cosiddetto "corridoio bizantino", ovvero quella fascia di territorio che collegavano Roma a Ravenna a difesa dai Longobardi, nella fase ormai di decadenza dell’Impero romano.

## = Strade secondarie
- Via della Spina da Spoletium a Plestia.
- Via di Helvillum da Helvillum lungo la valle dell'Esino, ad Ancona.
- Via Septempedana da Nuceria Camellaria lungo la valle del Potenza e gli avamposti di Prolaqueum e Septempeda fino ad Ancona.[13]
- Via Plestina da Fulginia a Plestia e poi al Piceno.
- Via Salaria Gallica, strada intervalliva che partendo da Forum Sempronii arrivava ad Asculum collegando la Regio VI alla via Salaria nel Piceno.
- Via Salaria Picena, strada litoranea che partendo da Fanum Fortunae arrivava al Piceno collegando le città della costa e la via Flaminia alla via Salaria.